# Gerlovič
Gerlovič je priimek v Sloveniji, ki ga je po podatkih Statističnega urada Republike Slovenije na dan 1. januarja 2010 uporabljalo 7 oseb in je med vsemi priimki po pogostosti uporabe uvrščen na 22.059. mesto.

## Znani nosilci priimka
- Alenka Gerlovič (1919—2010), slikarka, likovna pedagoginja
- Franjo (Franc) Gerlovič (1887—1944), zdravnik psihiater
- Vanda Gerlovič (1925—2001), operna pevka, sopranistka